# Nicolaus Clenardus
Nicolaus Clenardus Distemius Brabantus, também conhecido como Nicolau Clenardo,  (Diest, 5 de dezembro de 1493 — Alhambra, Granada, 1542) foi humanista, gramático, hebraísta, helenista e orientalista flamengo. 
Foi educado na Universidade Velha de Lovaina, onde se tornou professor de latim. Sempre teve o desejo de ler o Alcorão para estabelecer uma conexão entre o hebraico e o árabe. Para conseguir seus objectivos, viajou para a Espanha em 1532.

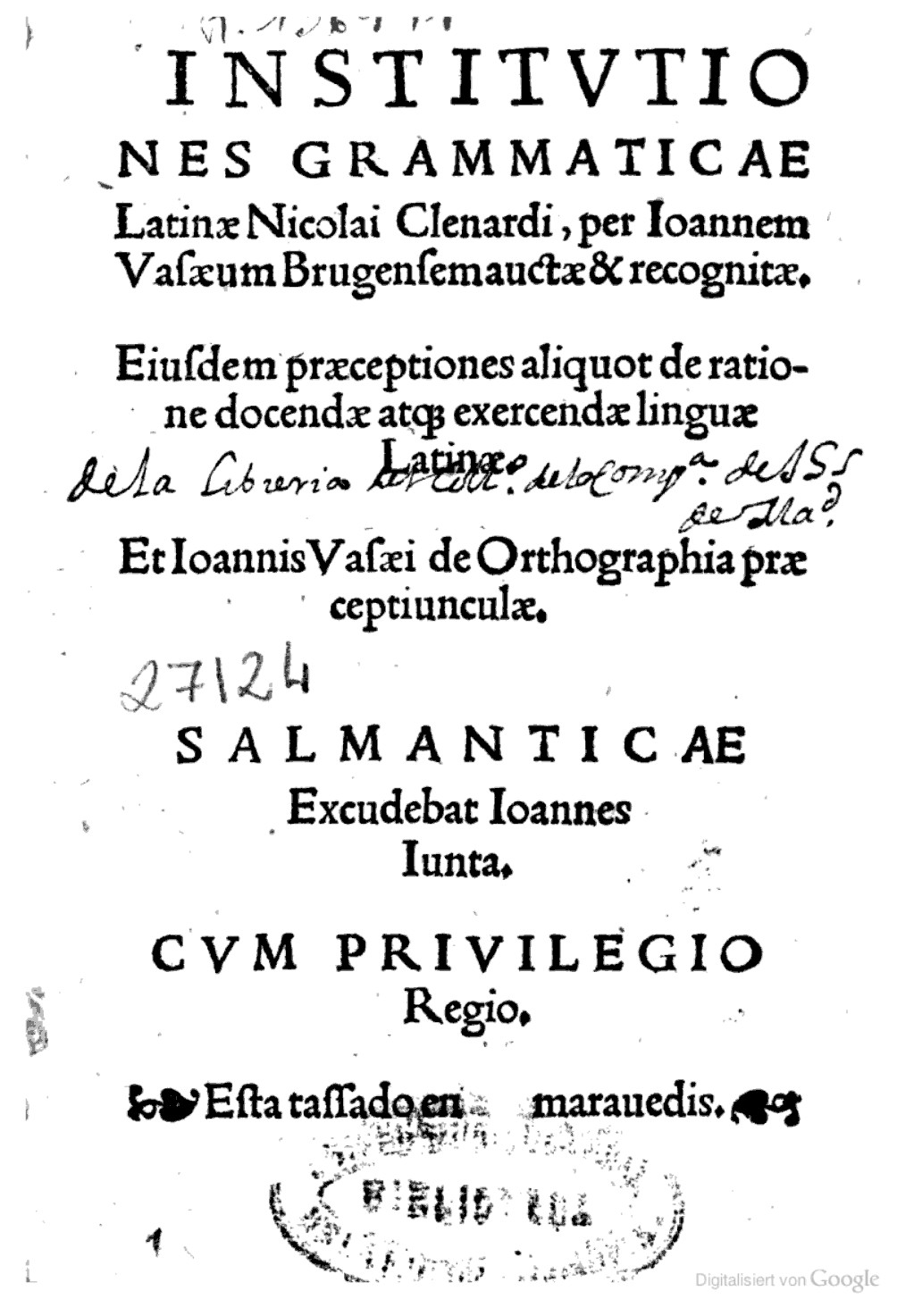
Institutiones Grammaticae Latinae, 1551

Depois de dar aulas de grego em Salamanca foi convidado pela corte de Portugal como tutor de D. Henrique, irmão de D. João III, permanecendo no país entre 1533 e 1538.
Permaneceu em Portugal durante cerca de cinco anos, entre 1533 e 1538. Aqui se fez notar a sua veia de pedagogo, fundando, em Braga, o Colégio Latino segundo orientações didáticas inovadoras.
Depois de partir de Portugal, em 1540, empreendeu tentativas de conversão dos Mouros ao Cristianismo no Norte de África.

## Publicações
- Tabulae in grammaticen hebraeam (1529)
- Institutiones in linguam graecam (1530)
- Meditationes graecanicae (1531)
- Institutiones Grammatiace Latinae per Nicolaum Clenardum

### Institutiones
- Institutiones absolutissimae in graecam linguam: Item, anotationes in nominum, verborúmque difficultates, investigatio thematis in verbis anomalis, compendiosa syntaxeos ratio, Lugduni: Apud Antonium Gryphium (1564).
- Institutiones absolvtissimae In Graecam linguam: Item Annotationes in nominum uerborumque difficultates. His Insvper Additae Svnt meditationes Graecanicae in artem Grammaticam, Johann VomBerg & Ulrich Neuber, 1563
- Institutiones linguae graecae, septima editio, Coloniae: apud Ludovicum Alectorium et heredes Iacobi Soteris (1577)
- Meditationes graecanicae in artem grammaticam: in eorum gratiam qui viua praeceptoris voce destituuntur & literas graecas suo ipsi ductu discere cogentur, apvd Theobaldvm Paganvm (1558).
- Meditationes graecanicae in artem grammaticam: in eorum gratiam qui viua praeceptoris voce destituuntur & literas graecas suo ipsi ductu discere coguntur, apvd Antonivm Gryphivm (1564).
- Meditationes graecanicae in artem grammaticam, Parisiis: apud Henricum le Bé (1580).
- Institutiones ac meditationes in graecam linguam, Parisiis: apud Petrum Huet (1581).
- Institutiones ac meditationes in graecam linguam, Hanoviae: Typis Wechelianis (1617).
- Tabulae in grammaticam Hebraeam, Birckmann Erben (1561)
- Tabula in grammaticen Hebraeam, apud Martinum Iuvenem, (1564)
- Titi Livii Patavini Historiarum ab urbe condita libri XXI, XXII, História de Roma, de Tito Lívio, (1534)

### Epistolarum
- Nicolai Clenardi Peregrinationum ac de rebus machometicis epistolae elegantissimae, Lovanii: apud Martinum Rotarium (1551).
- Nic. Clenardi Epistolarvm Libri Dvo. Qvorvm posterior iam primùm in lucem prodit, Antverpiae: Ex officina Christophori Plantini (1566).
- Nicolai Clenardi Epistolarvm Libri dvo: His accedunt excerpta ex Hvberti Thomae Leodii Annalibus de vita Friderici II. Comitis Palatini, Ducis Bauariae ..., Marnius & Aubrius (1606)
- Nicolai Clenardi epistolarum libri duo, Hanoviae: Typis Wechelianis (1606).
- Clenardo a Juan Parvo, obispo de Cabo Verde, lamentando la escasa afición que hay en España al estudio del hebreo por la excesiva influencia de los abogados, fautores de pleitos interminables que traen turbado al mundo, Fez, 4 de dezembro de 1540. Cartulario..., op. cit., documento nº 940, pg. 228 (É uma peça da coleção da Epistolarum libri duo, pg. 196; os documentos anteriores e posteriores a este são também fragmentos de outras cartas de Clenardus, varias delas a Vaseo, recomendando-lhe alguns professores de Salamanca - Francisco de Vitoria, Francisco del Castillo e Andrés de Vega- ou informando-lhe que Resende está preparando uma poesía para o mesmo Vitoria).